# Ollauri
Ollauri település Spanyolországban, La Rioja autonóm közösségben. Ollauri Haro, Gimileo, Briones és Rodezno községekkel határos. Lakosainak száma 312 fő (2024).

## Népesség
A település népessége az elmúlt években az alábbi módon változott:
| Lakosok száma | 294  | 294  | 325  | 332  | 314  | 293  | 278  | 291  | 311  | 312  |
|               | 2001 | 2004 | 2007 | 2009 | 2012 | 2014 | 2017 | 2019 | 2022 | 2024 |